# Massacre de Gulumba
Le massacre de Gulumba a lieu le 31 octobre 2013 pendant l'insurrection de Boko Haram.

## Déroulement
Le soir du jeudi 31 octobre 2013, environ 70 hommes armés circulant sur une quinzaine motos et un pick-up attaquent le village Gulumba, près de Bama, au nord dans l'État de Borno. Selon Baba Shehu, président de l’exécutif du secteur de Bama, 27 personnes ont été tuées, 12 autres blessées, et 300 maisons ont été incendiées. Les assaillants détruisent également 40 boutiques, tuent du bétail et dérobent aux habitants environ quatre millions de nairas,,.
Un autre massacre a lieu dans un village proche deux jours plus tard. Treize passagers d’un bus sont pris dans une embuscade et « tués de sang-froid » selon Baba Shehu. Ce dernier accuse les islamistes de Boko Haram d'être les auteurs de ces massacres,.
Le 4 novembre, l'armée nigériane s'empare d'un camp de Boko Haram près de Bama, elle affirme que sept jihadistes ont été tués.